# Emmitt Smith
Emmitt James Smith III (* 15. Mai 1969 in Pensacola, Florida) ist ein ehemaliger US-amerikanischer American-Football-Spieler auf der Position des Runningbacks. Er spielte für die Dallas Cowboys, mit denen er drei Super Bowls gewann, und die Arizona Cardinals in der National Football League (NFL).
Smith brach in seiner Karriere einige Rekorde für Runningbacks und gilt seitdem als einer der besten Runningbacks in der Geschichte der NFL. So hielt er zum Karriereende u. a. die Rekorde für die meisten Lauf-Yards mit 18.355 Yards und gelaufene Touchdowns mit 164.

## College
Emmitt Smith kommt aus bescheidenen Verhältnissen und begann seine College-Footballkarriere bei der University of Florida, nachdem er bereits in der Highschool herausragende Leistungen im Footballsport erbracht hatte. Beim Universitätsfootballteam der Florida Gators sorgte er von 1987 bis 1989 für Furore. In seinem ersten Jahr erlief er insgesamt 1341 Yards. Aufgrund einer Knieverletzung reichte es im folgenden Jahr nur zu 998 Yards Raumgewinn, bevor er sich im dritten Jahr wieder auf 1599 Yards steigerte. Innerhalb von drei Jahren erzielte er 37 Touchdowns und in 23 Spielen jeweils über 100 Yards Raumgewinn durch Laufspiel. Smith hält noch heute über 50 Universitätsrekorde. Nach dem dritten Jahr brach er seine Ausbildung, die normalerweise vier Jahre gedauert hätte, ab. Zuvor wurde er noch im Jahr 1989 in das All American Team aller Universitätsmannschaften gewählt, eine symbolische Auswahl für die besten Spieler einer Saison.

## Profizeit
1990 wurde er von einem der damals weniger erfolgreicheren Teams der NFL, den Dallas Cowboys, an der 17. Stelle in der ersten Runde des NFL Drafts 1990 gewählt. Die relativ späte Wahl durch die Cowboys war darauf zurückzuführen, dass Smith vielen anderen Teams als zu klein und zu langsam galt. Die Chance, Smith zu verpflichten, kam daher für die Cowboys unerwartet. Seine Wahl sollte sich schnell als Glücksgriff erweisen.
Zusammen mit weiteren Schlüsselspielern, die durch den Eigentümer der Cowboys, Jerry Jones und Trainer Jimmy Johnson, verpflichtet wurden, gelang es, die Mannschaft sukzessive durch junge erfolgshungrige Spieler zu verstärken. Als Rookies, bzw. von anderen Clubs verpflichtet wurden unter anderem der Passempfänger Alvin Harper, der Fullback Daryl Johnston, der Tight End Jay Novacek, der Quarterback Troy Aikman oder der Offensive Tackle Erik Williams. Darüber hinaus gelang es dem bereits seit 1988 bei den Cowboys spielenden Wide Receiver Michael Irvin, einen Kreuzbandriss zu überwinden. Die Cowboys entwickelten sich zu dem dominierenden Footballteam der 1990er Jahre.
Zusammen mit seinem Vorblocker Daryl Johnston bildete Smith eine perfekte Angriffswaffe. Johnston gelang es immer wieder, Smith den Weg in die Endzone der gegnerischen Mannschaft freizublocken. Smiths Willensstärke, seine Laufdynamik, seine Fähigkeit Lücken in der gegnerischen Defense zu erspähen und sein perfektes Timing machten ihn zu einem herausragenden Spieler.
Smith gewann mit seiner Mannschaft insgesamt dreimal die US-Meisterschaft im Profifootball – den Super Bowl – im Endspiel 1992/93 Super Bowl XXVII gegen die Buffalo Bills mit 52:17, im Endspiel 1993/94 Super Bowl XXVIII erneut gegen die Mannschaft aus Buffalo mit 30:13 und im Endspiel 1995/96 Super Bowl XXX gegen die Pittsburgh Steelers mit 27:17. Smith wurde in seinem zweiten Super Bowl zum Super Bowl MVP gewählt, einer Auszeichnung für den besten Spieler im Endspiel. In dieser Saison wurde er auch zum MVP der gesamten NFL Spielzeit gewählt.
1993 war für Smith, der bei den Cowboys mit der Rückennummer 22 auflief, auch ein finanziell sehr erfolgreiches Jahr. Er erhielt einen Vertrag über 14 Millionen Dollar mit einer Laufzeit bis zum Jahr 1996. Allerdings musste er dazu etwas nachhelfen. Er trat vor der Saison in einen Streik, verpasste dadurch zwei Spiele, die von den Cowboys ohne ihn verloren wurden, und zwang dadurch Jones zu einer Verbesserung seiner Bezüge. Er wurde damit zum bestbezahlten Running Back der Liga, rechtfertigte sein Gehalt aber durch den Gewinn eines weiteren Titels.
Für die Spielzeiten 2003 und 2004 wechselte Smith zu den Arizona Cardinals, konnte dort allerdings nicht mehr an seine früheren Leistungen und Erfolge anschließen. Er beendete daher nach zwei Spielzeiten seine aktive Laufbahn.
Während seiner Karriere erlief Smith 183 Touchdowns und fing 13 Touchdownpässe. Noch heute hält er zahlreiche NFL-Rekorde. So erzielte er während seiner gesamten Karriere mit 18 355 Yards den längsten Raumgewinn aller Running Backs, wobei er elf Jahre lang hintereinander jeweils mehr als 1000 Yards pro Saison erzielte. Neun Jahre lang hielt er mit 25 erlaufenen Touchdowns pro Saison einen Rekord, der mittlerweile durch LaDainian Tomlinson gebrochen wurde.

## Ehrungen
Smith ist seit 2006 Mitglied in der College Football Hall of Fame und wurde auf dem Dallas Cowboys Ring of Honor verewigt – einer Auszeichnung für verdiente Spieler des Vereins. Er spielte insgesamt achtmal im Pro Bowl, dem Saisonabschlussspiel der besten Footballspieler einer Saison. Er ist Mitglied im NFL Allstarteam der 90er Jahre und in der Texas Sports Hall of Fame. 1990 wurde er zum NFL Offensive Rookie of the Year gewählt. Im Jahr 1993 war er NFL Player Of The Year – der beste Spieler der abgelaufenen Saison. Daneben wurde er vielfach als High-School- und Collegesportler ausgezeichnet. 2010 wurde Smith in die Pro Football Hall of Fame aufgenommen.

## Nach der Karriere
Smith lebt mit seiner Frau und seinen vier Kindern in Texas. Er arbeitet heute für das Fernsehen als Analyst von Footballspielen. Er hatte aber auch Gastauftritte in Sitcoms wie zum Beispiel How I Met Your Mother. Immer mal wieder tritt er auch als Showstar in Erscheinung. Mit seinem Vermögen unterstützt er zahlreiche Kinder und Jugendliche und ermöglicht diesen ein Studium an einer amerikanischen Universität.

## Quelle
- Jens Plassmann: NFL – American Football. Das Spiel, die Stars, die Stories (= Rororo 9445 rororo Sport). Rowohlt, Reinbek bei Hamburg 1995, ISBN 3-499-19445-7.

| Personendaten    | Personendaten                                |
| ---------------- | -------------------------------------------- |
| NAME             | Smith, Emmitt                                |
| ALTERNATIVNAMEN  | Smith, Emmitt James III (vollständiger Name) |
| KURZBESCHREIBUNG | US-amerikanischer American-Football-Spieler  |
| GEBURTSDATUM     | 15. Mai 1969                                 |
| GEBURTSORT       | Pensacola, Florida                           |